# A Man for All Seasons (1966)
A Man for All Seasons is een Britse dramafilm uit 1966 onder regie van Fred Zinnemann. Het scenario is gebaseerd op het gelijknamige toneelstuk van Robert Bolt.
De film won 5 Oscars in 1966, waaronder voor beste film, beste regie (Zinnemann) en voor beste mannelijke hoofdrol (Scofield).

## Verhaal
Wanneer koning Hendrik VIII zich wil afscheiden van de paus en de Katholieke Kerk om zijn eigen staatskerk te starten, wendt hij zich tot edelman Thomas More voor steun. Als katholiek houdt More echter vast aan zijn principes en besluit Hendrik VIII niet te steunen, wat hem in direct conflict met het koningshuis brengt.

## Rolverdeling
| Acteur           | Personage                    |
| ---------------- | ---------------------------- |
| Paul Scofield    | Thomas More                  |
| Wendy Hiller     | Alice                        |
| Leo McKern       | Cromwell                     |
| Robert Shaw      | Hendrik VIII                 |
| Orson Welles     | Kardinaal Wolsey             |
| Susannah York    | Margaret                     |
| Nigel Davenport  | Hertog van Norfolk           |
| John Hurt        | Rich                         |
| Corin Redgrave   | Roper                        |
| Colin Blakely    | Matthew                      |
| Cyril Luckham    | Aartsbisschop Cranmer        |
| Jack Gwillim     | Opperrechter                 |
| Thomas Heathcote | Bootsman                     |
| Yootha Joyce     | Averil Machin                |
| Anthony Nicholls | Koninklijk vertegenwoordiger |